# Carlo Corsanego
Carlo Amerigo Corsanego – włoski zapaśnik walczący w stylu klasycznym. Olimpijczyk z Antwerpii 1920, gdzie odpadł w drugiej rundzie w wadze średniej.

## Letnie Igrzyska Olimpijskie 1920
| Konkurencja          | Rundy eliminacyjne       | Rundy eliminacyjne | Klas. końcowa |
| Konkurencja          | 1/16                     | 1/8                | Miejsce       |
| -------------------- | ------------------------ | ------------------ | ------------- |
| 75 kg styl klasyczny | Maurice Corbière (FRA) Z | Jan Balej (TCH) P  | II runda      |